# Mindaugas Karbauskis
Mindaugas Karbauskis, né à Naisiai dans la municipalité du district de Šiauliai le 28 janvier 1972, est un metteur en scène et directeur de théâtre lituanien. 

## Biographie
Fils de Česlovas et Nijolė Karbauskis, Mindaugas Karbauskis est le frère de l'homme politique lituanien Ramūnas Karbauskis. Il est diplômé de la faculté d'art dramatique de l'Académie de musique et de théâtre de Lituanie en 1999 et de la faculté de réalisation de l'Académie russe des arts du théâtre (classe de Piotr Fomenko) en 2001. Ses mises en scène de fin d'études sont respectivement La Roussalka d'Alexandre Pouchkine et Hedda Gabler d'Ibsen. 
En 2001-2007, il est metteur en scène au théâtre-studio d'Oleg Tabakov et, en 2009-2011, au Théâtre académique de la jeunesse de Russie. Nommé directeur artistique du Théâtre Maïakovski le 20 mai 2011 il démissionne de ce poste Le 25 février 2022 en protestation contre la guerre en Ukraine,. Il reste vivre à Moscou, prévoyant d'achever sa mise en scène presque terminée des Golovlev de Mikhaïl Saltykov-Chtchedrine au Théâtre Maïakovski. Mais le nouveau directeur artistique Egor Peregudov, nommé en mai par le ministère de la Culture de Moscou, n'autorise pas Karbauskis à le faire.

## Récompenses
- Turandot de cristal en 2004, pour le spectacle Tandis que j'agonise d'après le roman de William Faulkner au théâtre Tabakerka.
- Masque d'or dans la catégorie meilleure mise en scène d'un spectacle dramatique en 2005, pour le spectacle Tandis que j'agonise au théâtre Tabakerka.
- Turandot de cristal en 2006, pour le spectacle Les Sept Pendus d'après la nouvelle de Leonid Andreïev au théâtre Tabakerka.
- Masque d'or dans la catégorie meilleure mise en scène d'un spectacle dramatique en 2008, pour le spectacle Moscou heureuse d'après Andreï Platonov au théâtre Tabakerka.
- Masque d'or en 2017, pour la pièce Roman russe d'après Marius Ivaškevičius.